# Inger Leino
Mari Inger Irene Leino, född 24 juni 1929 i Finland, är en svensk journalist. Hon var under 1960-talet programledare på Sveriges radio. Hon var bland annat radiopratare och "grammofonvärdinna" under sena kvällar i Sveriges radio P1. Hon deltog även i Hylands hörna, där hon bland annat uppmärksammades för sin skånska dialekt.
Hon var sommarvärd i P1 fyra gånger sommaren 1963: 28 juni, 17 juli, 1 augusti och 14 augusti.